# کارولی کارملو
کارولی کارملو (انگلیسی: Carolee Carmello؛ زادهٔ ۱ سپتامبر ۱۹۶۲) هنرپیشه، بازیگر تئاتر، بازیگر تلویزیون، و بازیگر سینما اهل ایالات متحده آمریکا است.
وی همچنین برندهٔ جوایزی همچون جایزه دراما دسک شده‌است.